# توماس باتشيساس
توماس باتشيساس (بالليتوانية: Tomas Pačėsas)‏ مواليد 11 نوفمبر 1971 في أليتس، الجمهورية الليتوانية السوفيتية الاشتراكية، الاتحاد السوفيتي، هو مدرب كرة سلة ليتواني ولاعب سابق. بدأ مسيرته الاحترافية في سنة 1994. يبلغ طوله 6 قدم 3 بوصة (1.9 م). مثّل منتخب بلاده. شارك في دورة الألعاب الأولمبية الصيفية سنة 1996. اعتزل اللعب في 2007.

## المسيرة الاحترافية
لعب مع نادي أتلتاس لكرة السلة في موسم 1995–1996، ثم لعب مع نادي أوديسا لكرة السلة في موسم 1997–1998، ثم لعب مع شلوسك فروتسلاو في موسم 2001–2002، ثم لعب مع نادي فوتسوافك لكرة السلة في موسم 2002–2003.

## الإنجازات
- 1996 الميدالية البرونزية في الألعاب الأولمبية
- 2001 دوري السوبر الروسي لكرة السلة
- 2003–2008 الدوري البولندي لكرة السلة

## إحصائيات المسيرة

### الدوري الأوروبي
| السنة   | الفريق         | لعب | بدأ | دقيقة | ميداني% | ثلاثية | حرة  | ارتداد | صنع | استلاب | تصدي | نقطة | أداء |
| ------- | -------------- | --- | --- | ----- | ------- | ------ | ---- | ------ | --- | ------ | ---- | ---- | ---- |
| 2001–02 | شلوسك فروتسلاو | 5   | 0   | 15.3  | .000    | .714   | .000 | 1.2    | 1.4 | .2     | .0   | 3.0  | 2.0  |
| 2004–05 | أسكو غدينيا    | 19  | 19  | 30.2  | .415    | .215   | .444 | 2.8    | 4.1 | 1.8    | .1   | 4.9  | 5.5  |
| 2005–06 | أسكو غدينيا    | 13  | 11  | 28.1  | .545    | .400   | .667 | 2.5    | 2.8 | 1.2    | .0   | 6.1  | 7.2  |
| 2006–07 | أسكو غدينيا    | 7   | 0   | 10.2  | .000    | .286   | .000 | .4     | 1.0 | .3     | .0   | .9   | .1   |

## روابط خارجية
- توماس باتشيساس على موقع الاتحاد الدولي لكرة السلة (الإنجليزية)
- توماس باتشيساس على موقع كرة السلة الأوروبية.كوم (الإنجليزية)
- توماس باتشيساس على موقع ريلجم (الإنجليزية)
- توماس باتشيساس على موقع بروبوليرز (الإنجليزية)
- توماس باتشيساس على موقع سبورتس رفرنس (الإنجليزية)
- توماس باتشيساس على موقع أوليمبيديا (الإنجليزية)